# Písečné
Písečné (deutsch Pisetschna, auch Piseczny, Pisetschny) ist eine Gemeinde in Tschechien. Sie liegt fünf Kilometer nördlich von Bystřice nad Pernštejnem und gehört zum Okres Žďár nad Sázavou.

## Geographie
Písečné befindet sich rechtsseitig über dem Tal der Svratka in der Quellmulde des Baches Písečný potok in der Böhmisch-Mährischen Höhe. Nordöstlich liegt der Stausee Vír I. Nördlich des Dorfes legt die Motocrossstrecke Písečská zmole. Im Norden erhebt sich die Hora (636 m) und im Südwesten der Kříb (704 m).
Nachbarorte sind Dalečín im Norden, Vírovka, Veselí und Hluboké im Nordosten, Vítochov im Osten, Ždánice im Südosten, Domanín im Süden, Janovičky im Westen, Lhota, Lísek und Velké Janovice im Nordwesten.

## Geschichte
Erstmals erwähnt wurde der Ort im Jahre 1349, als er zusammen mit Dalečín und Vítochov zu den Besitztümern von Klara von Pernstein gehörte.
Früher befand sich in der Dorfmitte der Teich Na Botisku, aus dem im 19. Jahrhundert Degen und Beschläge geborgen wurden. 1886 wurden noch schwedische Münzen gefunden. Diese stammten aus dem Schwedischen Krieg. Legenden berichten, dass der Teich nach einer Schlacht mit Blut gefüllt gewesen sein soll.
Nach der Aufhebung der Patrimonialherrschaften bildete Písečný ab 1850 eine Gemeinde im Bezirk Neustadtl. Seit 1920 lautet der Gemeindename Písečné. 1949 kam die Gemeinde zum Okres Bystřice nad Pernštejnem und 1961 zum Okres Žďár nad Sázavou.
Die Motocrossstrecke Písečská zmole wurde 1962 mit einer Kraj-Meisterschaft eröffnet und erlangte später internationale Bekanntheit. 1996 wurde auf der Strecke ein IMBA-Europameisterschaftslauf ausgetragen.
1980 erfolgte die Eingemeindung von Písečné nach Bystřice nad Pernštejnem. Seit 1992 besteht die Gemeinde Ždánice wieder.

## Ortsgliederung
Für die Gemeinde Písečné sind keine Ortsteile ausgewiesen.

## Sehenswürdigkeiten
- Kirche des hl. Michael, östlich des Dorfes auf einer Kuppe oberhalb von Vítochov
- Eisernes Kreis am Dorfplatz, aufgestellt 1863